# Richard McKee
Richard „Dick“ McKee, irisch Risteárd Mac Aoidh (* 4. April 1893 in Dublin; † 21. November 1920 ebenda), war ein hochrangiges Mitglied (Brigadier) der Old IRA.

## Leben

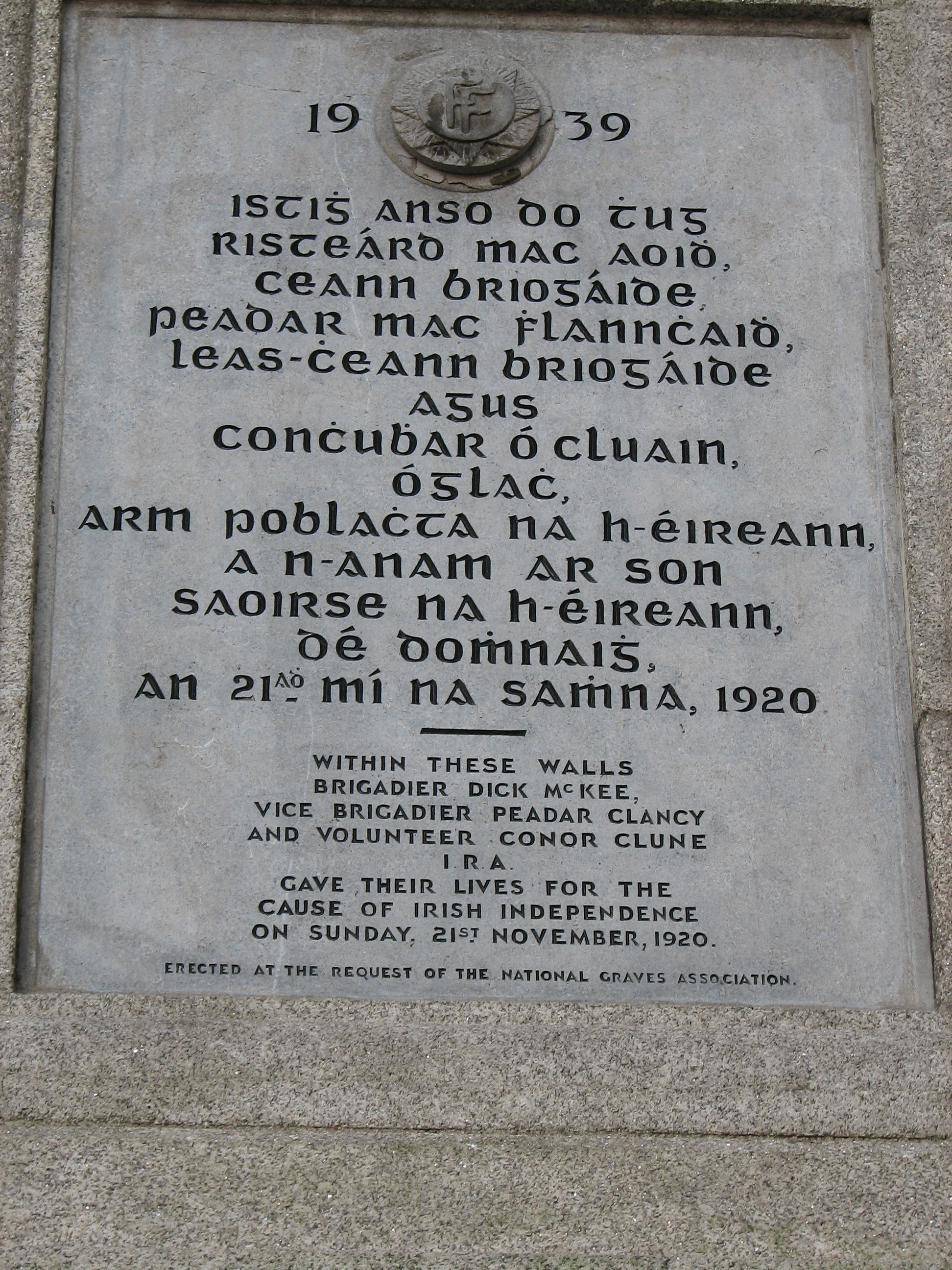
Gedenkstein von 1939 für die am 21. November 1920 in Dublin Castle getöteten Mitglieder der Old IRA (2013).

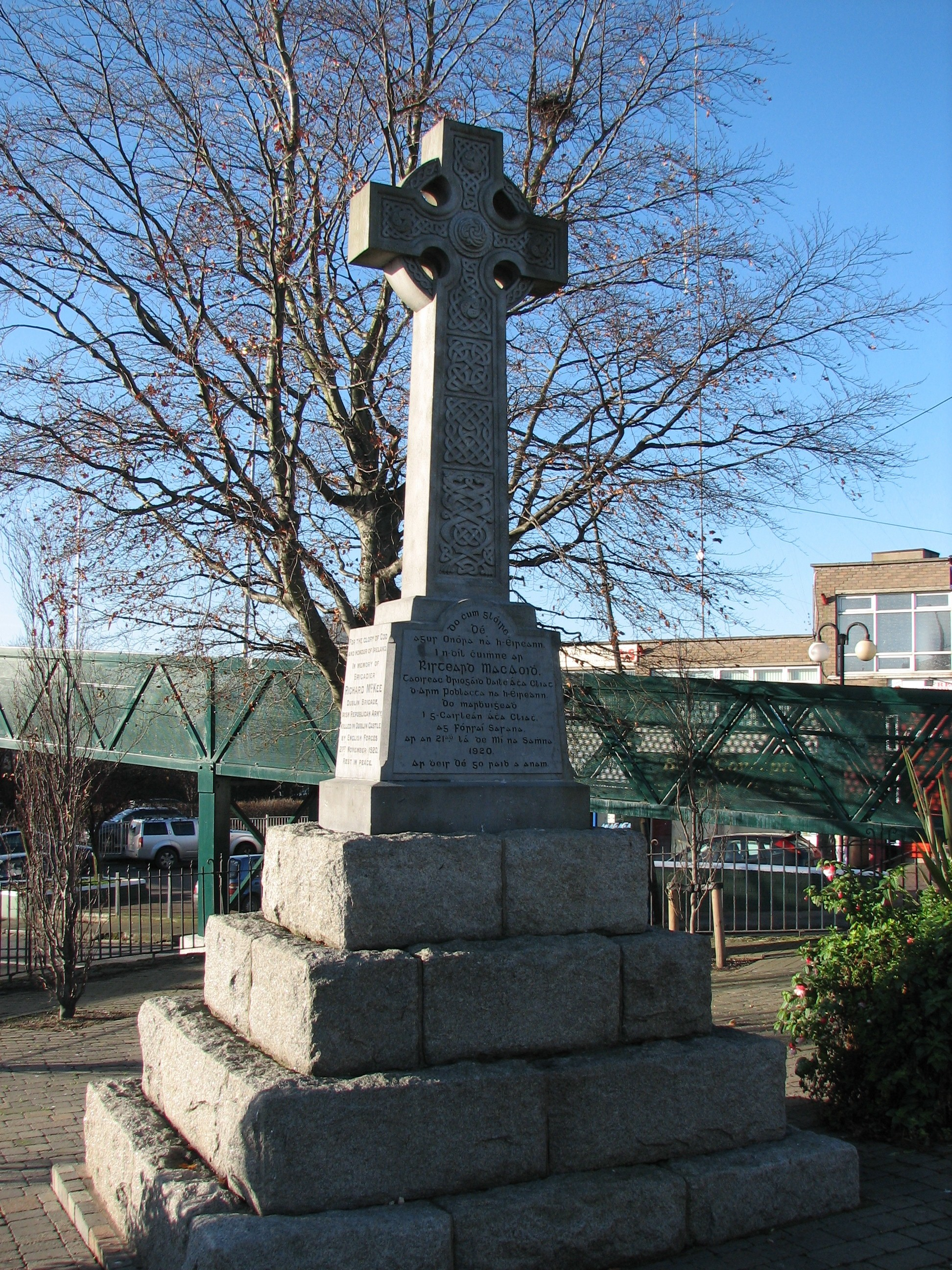
Denkmal in Finglas (2008)

„Dick“ McKee wurde in der Phibsborough Road in Dublin geboren. Er machte eine Lehre zum Schriftsetzer im Verlag Gill & Son in der Upper O’Connell Street. Im Jahr 1913 trat er den Irish Volunteers (Irische Freiwillige) bei und diente dort in der G‑Kompanie beim zweiten Bataillon der Dublin-Brigade. Im Jahr 1916 war er am Osteraufstand beteiligt, dem gescheiterten Versuch, die Unabhängigkeit Irlands von Großbritannien gewaltsam zu erreichen. Er wurde von den Briten verhaftet und interniert, kam aber bereits im August des Jahres wieder frei.
Er wurde innerhalb der IRA zum Kompaniechef befördert, kurz darauf Kommandant des Zweiten Bataillons und schließlich Brigadegeneral der Dublin-Brigade der IRA. Zu seinen Freunden zählten Persönlichkeiten wie Éamon de Valera, Micheál Ó Coileáin und Avistín de Staic. Im Jahr 1920 war er an den Vorbereitungen der Attentate beteiligt, die am 21. November 1920 zu den Ereignissen des Blutsonntags (irisch Domhnach na Fola, englisch Bloody Sunday) führten (siehe auch: Cairo Gang).
An diesem Tag wurde er von den Briten erneut verhaftet, ins Dublin Castle gebracht, dort verhört und gefoltert und danach vorgetäuscht „auf der Flucht“ erschossen. Er starb im Alter von 27 Jahren. Mit ihm zusammen wurde sein Stellvertreter Peadar Clancy getötet sowie Conor Clune.

## Postume Ehrung
Seit 1926 trägt die McKee-Kaserne in Dublin seinen Namen. Im Jahr 1939 wurde für ihn und die mit ihm Getöteten ein Gedenkstein (Bild oben) in Dublin Castle angebracht. In Finglas bei Dublin wurde am 10. Juni 1951 durch Éamon de Valera, Vorsitzender der Partei Fianna Fáil und späterer (1959–1973) dritter Präsident von Irland, ein Denkmal in Form eines irischen Kreuzes (Bild) für ihn enthüllt.